# HD 168740
HD 168740，又名CP-63 4406，SAO 254237、HR 6871，是一颗恒星，视星等为6.14，位于銀經331.84，銀緯-21.15，其B1900.0坐标为赤經18h 16m 2.4s，赤緯-63° -21.15′ 9″。